# Ашаякатль

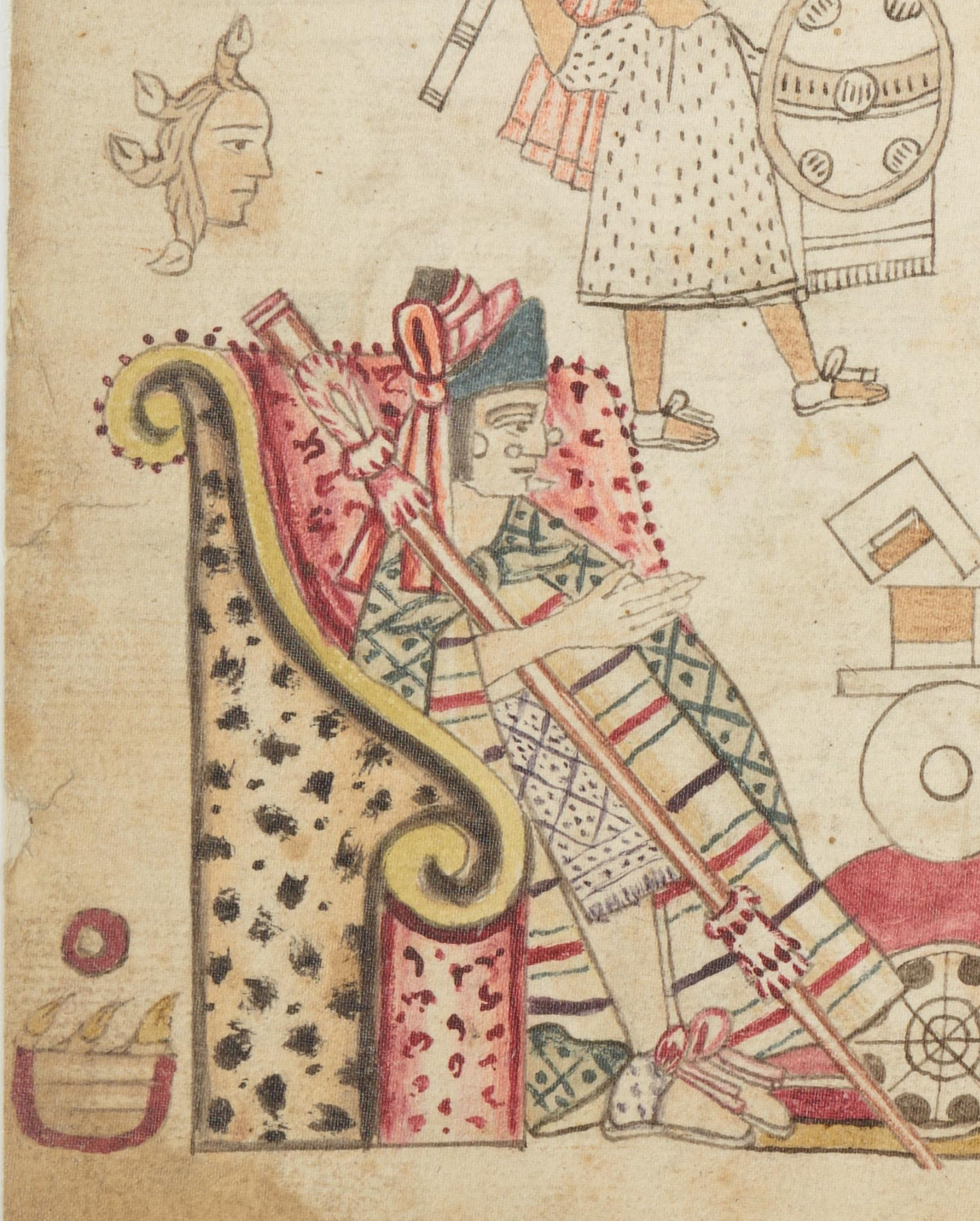
Ашаякатль

Ашаякатль — 6-й тлатоані Теночтітлану з 1469 до 1481 року. Ім'я перекладається як «Водяна маска».

## Життєпис
Син Тезозомока, сина Іцколатля, та Атотоцлі, доньки Монтесуми I. Посів трон після смерті останнього у 1469 році. Продовжив політику свого попередника з розширення Ацтецької імперії.
Головним напрямком його походів було розширення держави на захід від долини Мехіко. Ашаякатль захопив місто Толулу, після чого підкорив державу тарасків у Мічоакані. Проте тараски невдовзі повстали й зуміли зберегти свою волю. У 1473 році підкорив місто Тлателолько, яке знаходилося поблизу Теночтітлану. При цьому володаря Тлателолко, Міквіуіка, було вбито, а замість нього призначили військового губернатора — cuauhtlatoani («оратор від орла»). Ця перемога була здобута тому, що «вороги дому» Ацтеків — Тласкала та Хуексоцінко не надали допомоги Тлателолко.
На згадку про свої перемоги та для увіковічнення слави Теночтітлану Ашаякатль наказав вирізбити гігантську чашу для сердець та жертовної крові (cuauhxicalli). Вона була прикрашена одинадцятьма сценами, які представляли тлатоані Теночтітлану та представників основних народів підкорених ацтеками. Її розмістили у Великому Храмі. Крім цього, за правління Ашаякатля споруджено Велике Сонячне каміння, або ацтецький календар.

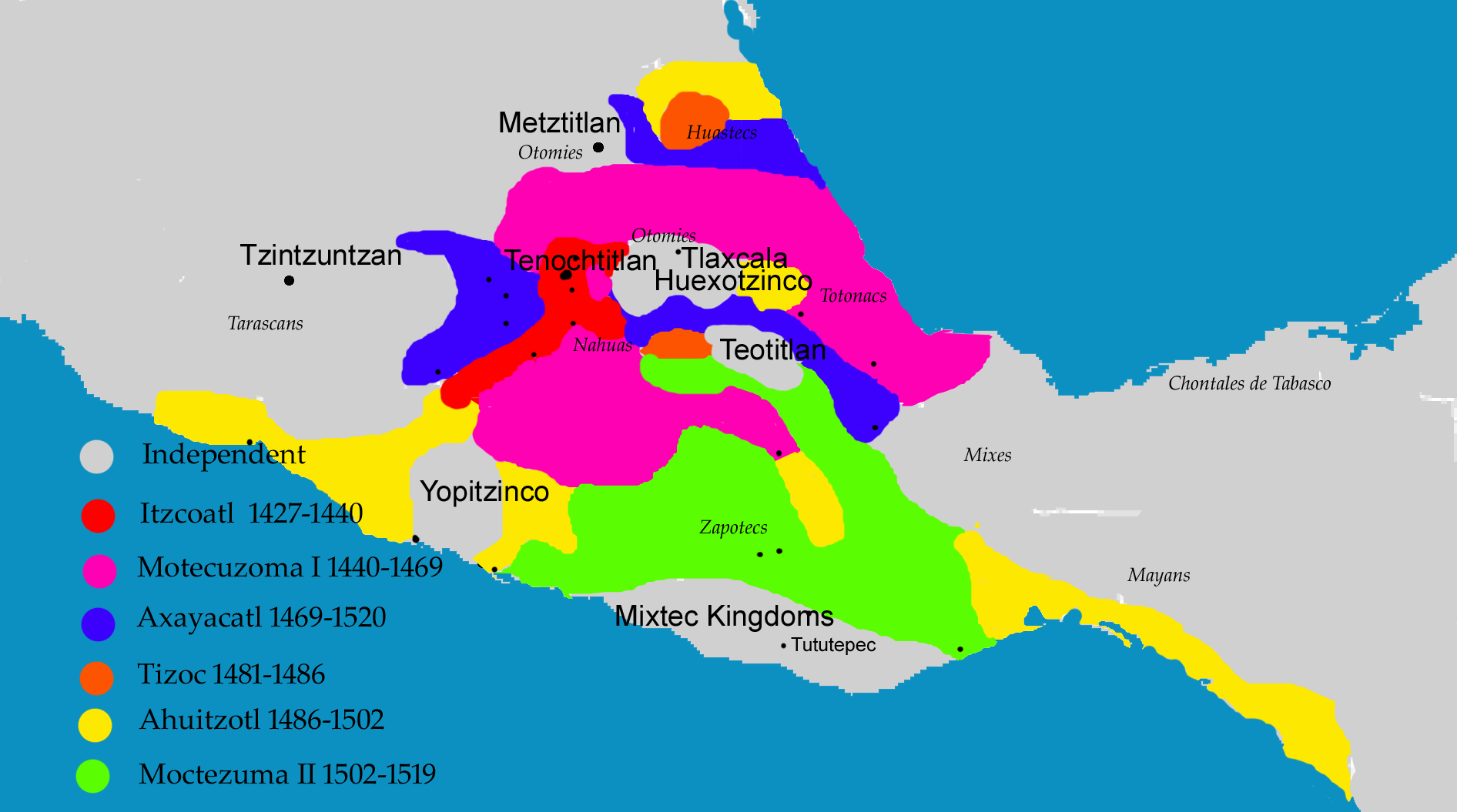
Ацтецька імперія. Завоювання Ашаякатля виділено синім кольором

## Родина
1. Дружина (ім'я невідоме), донька володаря Тули
Діти:
- Чахуакве (?-1498)
- Кецалькуаух (?-1498)
- Тлакауепан (7-1498)
- Іштлільквечауак, володар міста Тули
- Маквільмаліпалі, володар міста Хочимілько

2. Дружина — Хочиквеєль, донька Куїтлауака I, володаря міста Істапалапана
Діти:
- Монтесума
- Куітлауак